# Josef Věntus
Josef Věntus (17. februar 1931 i Kylešovice, død 29. december 2001 i Prag) var en tjekkoslovakisk roer og dobbelt olympisk medaljevinder.

## Rokarriere
Věntus var en del af den tjekkoslovakiske otter i 1950'erne og 1960'erne og var med til at vinde EM i 1956. Senere på året var han også med ved OL 1956 i Melbourne, hvor tjekkoslovakkerne nåede semifinalen.
I 1957 var han med til at vinde EM-bronze. Ved OL 1960 i Rom var han fortsat med i den tjekkiske båd, hvis besætning derudover bestod af Bohumil Janoušek, Jan Jindra, Jiří Lundák, Stanislav Lusk, Luděk Pojezný, Václav Pafkovič, Jan Švéda og styrmand Miroslav Koníček. De vandt her deres indledende heat og var dermed kvalificeret til finalen. Her var det den tyske båd, der var hurtigst og fik guld, mens Canada fik sølv og Tjekkoslovakiet bronze.
Han var fortsat med, da tjekkoslovakkerne vandt EM-bronze i 1963, og igen ved OL 1964 i Tokyo. Her bestod besætningen ud over ham også af Petr Čermák, Jiří Lundák, Jan Mrvik, Július Toček, Luděk Pojezný, Janoušek, Richard Nový og styrmand Miroslav Koníček. Efter at have vundet deres indledende heat kunne de ikke stille noget op med de suveræne amerikanere, der vandt guld, og sølvvinderne fra Tyskland, men de erobrede endnu en OL-bronzemedalje.

## OL-medaljer
- 1960:  Bronze i otter
- 1964:  Bronze i otter